# 無理ゲー
無理ゲー（むりゲー）は、コンピュータゲームの分類や評論用語の一つ。ここから転じて社会の物事を表す場合にも用いられるようになる。

## 概要
存在するコンピュータゲームのタイトルの中でも、その難易度が高過ぎるようなもののことを意味する言葉。ゲーはゲームの略である。コンピュータゲームには単にスキルや経験不足のためにクリアが難しい場合があり、このようなソフトの場合には無理ゲーとはされない反面、スキルが高く経験があるような人でもクリアをすることが困難であったり時間がかかるような作品のことが無理ゲーとされている。
この無理ゲーというのは、SNSやインターネット掲示板や動画配信サイトなどでは頻繁に使われている有名なインターネットスラングである。
ファミリーコンピュータが普及していた時代には、クリアをすることがほぼ不可能な作品が特に多く存在しており、この頃に無理ゲーという言葉が使われるようになっていた。

## 派生用法
ゲームの難易度を表す言葉から転じて、社会において状況的や物理的に実現することが不可能だったり、達成することが困難な物事を表す場合にも無理ゲーという言葉が用いられるようになる。だが若い世代の人たちにおいては、大それたことがなく日常生活のちょっとしたことに対して難しいと感じたときでも若者独特の形で無理ゲーという言葉を使う傾向がある。若者がこのような使い方をしている背景には、SNSなどではよりインパクトのある表現をするということが好まれるという傾向もある。
インターネットスラングなのであるが、これに留まらずに様々なメディアでもこの無理ゲーという言葉が用いられるようになっている。
社会情勢が厳しくなった時代では、それまでの時代に生きた人ならば普通にできていたことができなくなっているために、このようなことを無理ゲーと表現するニュース記事もある。現代の日本では、当たり前に過ごしていた人が突然仕事も住む場所も失い生活苦になり、経済成長も止まってしまっているために日本で生きること自体が無理ゲーとなっている場合がある。現代の日本の中間管理職というのは無理ゲーであるとされることがある。ステップアップしていかないからである。中間管理職に就いている人は日々やるべきことが山積しており、その業務をさばくだけで1日の大半が終わっている上、相応の評価も賞与も得られていない。ゲームで言うならば次々と現れる敵を倒し続けてHPばかりが減り続けているのに、ステージも変わらずレベルも上がらない状況である。
令和の日本での結婚もまた、結婚歴のない未婚者から無理ゲーと捉えられることがある。結婚する人は減り、生涯未婚率は上がり少子化も加速している。結婚活動をしている人は存在するものの、マッチングアプリに登録していても誰とも出会えなかったり、何人もの女性と出会っているものの結婚まで至れなかったり、付き合っている女性はいるものの経済的に難しいため結婚を踏み出せないなどという人は多い。無理ゲーという言葉が書籍のタイトルに含まれている場合もある。このような書籍では社会情勢が厳しくなっていることから人々は生き辛くなっている現状が述べられている。

## コンピュータゲームの無理ゲーを取り扱った書籍
- 『死ぬ前にクリアしたい200の無理ゲー ファミコン&スーファミ編』マイウェイ出版、2018年8月29日。ISBN 978-4865119855。
- 『懐かしの激ムズ名作ゲーム大全！ファミコン・スーファミの無理ゲー』スタジオグリーン、2019年3月8日。 ※電子書籍